# Neobradya pectinifera
Neobradya pectinifera är en kräftdjursart som beskrevs av T. Scott 1892. Neobradya pectinifera ingår i släktet Neobradya och familjen Neobradyidae. Arten är reproducerande i Sverige. Inga underarter finns listade i Catalogue of Life.